# Lucius Iulius Libo
Lucius Julius Libo est un homme politique romain du IIIe siècle av. J.-C.

## Histoire
En 267 av. J.-C., il est élu consul avec Marcus Atilius Regulus, trois ans avant la première guerre punique.
D'après Eutrope, les deux consuls mènent la guerre contre les Salentins dans les Pouilles. Ils s'emparent de Brindisi, achevant la conquête romaine du sud de l'Italie et donnant à Rome un accès portuaire sur la mer Adriatique.

## Dynastie julio-claudienne
Il épouse Cecilia Metela Macedonica, fille de Lucius Caecilius Metellus Denter et de Barsine de Macédoine.

Il aura un fils, Lucius Julius Libo le Jeune. Celui-ci sera le père de Numerius Julius Caesar, lui-même grand-père de Sextus Julius Caesar I, arrière-grand-père de Jules César.

## Biographie
- (en) T. Robert S. Broughton, The Magistrates of the Roman Republic - Volume I, 509 B.C. - 100 B.C., New York, The American Philological Association, 1951, 578 p.
- (en) « Lucius Iulius Libo », dans Encyclopædia Britannica [détail de l’édition], 1911 (lire sur Wikisource).